# União Desportiva de Leiria
A União Desportiva de Leiria, mais conhecido como União de Leiria, é um clube multidesportivo português fundado em 1966, e sediado na cidade de Leiria, Portugal. A modalidade principal do clube é o futebol, mas também conta com modalidades como o futsal ou o basquetebol. Atualmente disputa a Liga 2 de futebol, e tem como objetivo afirmar-se como o principal representante da Região do Centro do país no cenário futebolístico nacional.
Fundado a 6 de junho de 1966 na cidade de Leiria, o clube contou com uma ascensão meteórica até ao primeiro escalão do futebol português, pelo qual passaram grandes jogadores e treinadores. Em 2012, devido a problemas financeiros, o clube separou-se da SAD, seguindo trajetórias distintas. O clube reergueu-se na temporada seguinte, conseguindo ser campeão da 1.ª Divisão Distrital, vencendo o Moita do Boi (1-0 golo de Geovanni) no Estádio Municipal de Pombal e finalista da Taça Distrital da AF Leiria, ao perder 1-0 para o Ansião no Estádio Municipal de Pombal.
Por este clube passaram inúmeros nomes de grande reconhecimento internacional como: o guarda-redes Jan Oblak e o treinador José Mourinho.
Mais recentemente o clube passou por um processo de reestruturação interna com a entrada de investidores que fizeram a União de Leiria regressar ao o futebol profissional em Portugal, estatuto que já fugia à largas épocas.
Pela União de Leiria já passaram outros jogadores históricos falecidos, como por exemplo o guarda-redes Ferreira, que infelizmente faleceu durante o Euro 2004. Ferreira era muito acarinhado por toda a cidade e foi um exemplo de humanismo. Além dele, também faleceu João Manuel, vítima de uma doença prolongada.
Em termos de modalidades, este clube desportivo contou com paintball, andebol e campismo. Existe neste momento o basquetebol, futsal e bilhar.
Na temporada 2024/25, a União de Leiria apostou na primeira equipa feminina da história do clube. A nova temporada, 2025/26, fica já marcada pela criação da primeira equipa de SUB23 da União de Leiria.

## História

Primeiro e antigo emblema em uso desde 1966 até 2023.

A União Desportiva de Leiria foi fundada a 6 de junho de 1966, na cidade de Leiria por um grupo de funcionários do Banco Nacional Ultramarino e resultou da fusão de três clubes da cidade: o Sporting Clube Leiriense, o Grupo de Futebol Coliponense e o Ateneu Desportivo de Leiria. De fora ficou o Sport Clube Leiria e Marrazes por não chegar a acordo com a comissão orientadora. Assim se iniciou atividade  desportiva do União com a primeira direção a ser presidida por Fernando Pais de Almeida e Silva num seio de 1 028 sócios fundadores. A sua sede social e campo de atividades é o Estádio Municipal Dr. Magalhães Pessoa, que foi completamente remodelado para receber o Euro 2004.
Logo no ano seguinte à sua fundação, conseguiu o primeiro título de campeão distrital da AF Leiria.
Na época de 1978/79 alcançou, pela primeira vez no seu historial, o escalão máximo do futebol português. Na sua estreia na 1.ª Divisão ficou em 13.º lugar, rebaixando-se novamente de divisão.
Em 1981, surgiu o primeiro título de campeão da 2.ª Divisão Nacional, feito que foi repetido em 1998.
A melhor classificação alcançada pela União de Leiria na 1.ª Divisão Nacional foi o 5.º lugar, nas épocas de 2000/01 e 2002/03. 
Na Taça de Portugal, o clube teve o seu ponto alto na época de 2002/03, tendo perdido a final para o FC Porto por 1-0.
No decorrer da época 2003/04, a União de Leiria passou a usufruir do novo Estádio Dr. Magalhães Pessoa, que tem capacidade para 23 888 pessoas. A inauguração deste estádio ocorreu a 19 de novembro de 2003 e ficou marcada pela goleada (8-0) de Portugal ao Kuwait.
A 4 de agosto de 2004, a União de Leiria qualificou-se para a final da Taça Intertoto da UEFA, onde iria defrontar o Lille. Depois de obter um 0-0 em França na primeira mão, toda a cidade pensou que seria possível o clube conquistar uma prova europeia. No entanto, depois de novo empate nos 90 minutos na segunda mão em casa, acabou por perder o jogo no prolongamento por 0-2. Fica para a história como a primeira equipa portuguesa a atingir a final desta competição.
Em maio de 2008, o Comité Disciplinar da Liga Portuguesa de Futebol Profissional abriu um processo paralelo ao Apito Dourado chamado Apito Final, no qual a União de Leiria perdeu três pontos e o seu presidente, João Bartolomeu, foi condenado a uma suspensão de um ano.
No ano de 2010, as já tensas relações entre a União Desportiva de Leiria, SAD, e a Câmara Municipal de Leiria levaram a uma rutura total. A empresa municipal Leirisport, gestora dos equipamentos desportivos camarários, acusou a SAD de dever largas dezenas de milhares de euros pela utilização do Estádio Municipal Dr. Magalhães Pessoa. Devido a este conflito, a União Desportiva de Leiria, SAD abandonou o estádio e mudou de cidade, jogando em campos emprestados, inicialmente em Marinha Grande e de seguida em Santa Catarina da Serra.
No decorrer da conturbada época desportiva de 2011/12, a União Desportiva de Leiria deixou de pagar os ordenados aos seus jogadores da equipa principal e por consequência, no dia 27 de abril, a maior parte dos jogadores rescindiram os seus contratos. Devido a esta situação, a presença da União de Leiria nas últimas três jornadas da Liga Portuguesa de Futebol esteve ameaçada. No jogo contra o Feirense, a equipa entrou em campo com apenas oito jogadores, sendo goleada em casa por 0-4. Na jornada seguinte, a União de Leiria inscreveu os juniores para jogarem contra o Benfica. Em pleno Estádio da Luz, essa equipa demonstrou muita garra, perdendo apenas por 1-0.
Uma lista de créditos relativa ao pedido de insolvência da SAD incluía 107 credores, que reclamavam o pagamento de uma dívida que ascendia a €13,5 milhões. O Estado era o maior credor da União de Leiria SAD, com um quarto daquele valor, pouco mais de €3 milhões por dívidas em sede de IRS e IVA, além dos respetivos juros. O Estado Português absteve-se de exigir uma dívida de mais de € 3,6 milhões.
Perante as dificuldades da União de Leiria SAD, sobrecarregada de dívidas e incumprimentos fiscais, o tribunal decretou a sua extinção em julho de 2013.
Em fevereiro de 2015, numa assembleia-geral extraordinária, a União de Leiria votou favoravelmente à constituição de outra sociedade anónima desportiva (SAD), abrindo portas à chegada de Alexander Tolstikov, que, após João Bartolomeu, passou a ser o novo dono da União de Leiria. O clube já tinha tido uma SAD entre 1999 e 2013, tendo sido extinta face ao elevado valor de suas dívidas. O capital social inicial da SAD foi estabelecido em €1 milhão, 40% detidos pela União de Leiria e 60% pela DS Investment LLP, empresa da qual Alexander Tolstikov é um dos responsáveis. Assim, a DS Investment passou a controlar a equipa principal de futebol e também a dos juniores.

##### Um novo rumo
Em outubro de 2020, após votação em assembleia-geral, os sócios aprovaram a entrada de um novo investidor na SAD do clube, Armando Marques, antigo dirigente do Vitória de Guimarães. Além disso, renunciaram ao exercício do direito de preferência na alienação dos 60% da DS Investment LLP, empresa de Alexander Tolstikov, o que levou à sua saída da estrutura da SAD.
Em 2020/21 a União de Leiria terminou o Campeonato de Portugal com a subida à nova Liga 3, e chegou à Fase de Acesso à Liga 2, onde terminou no 4.º lugar, atrás de CF Estrela da Amadora, SCU Torreense e Vitória FC.
Já na época de 2021/2022 o clube volta a apostar na subida aos escalões profissionais, feito esse que não consegue por pouco, chegando ao segundo lugar na fase de subida e disputando um play-off, que de forma equilibrada, acabaria por para o FC Alverca.
No entanto esta época fica marcada pelo surgimento de um novo fenómeno em Leiria, a SAD através de um conjunto de ações de solidariedade e de aproximação do clube para com a cidade inicia uma distribuição gratuita de bilhetes e recolha de alimentos a favor dos refugiados da guerra da Ucrânia. 
Esta ação levou a sucessivos recordes de assistência e culminou com uma assistência de mais de 15.000 adeptos no último jogo da época, criando uma nova onda de entusiasmo à volta do clube.

##### Subida à Liga 2
A época 2022/23 fica marcada na história da União de Leiria pela subida à Liga Portugal 2 Sabseg e a conquista do título de campeões nacionais da Liga 3. 
A entrada de Nélio Lucas e o investidor Navdeep Singh trazem um impulso, conhecimento e dinâmica nunca vistas na cidade: aposta no futebol espectáculo, a transformação visual do Estádio Dr. Magalhães Pessoa, os bilhetes gratuitos e o investimento numa grande fanzone e uma forte campanha de comunicação e marketing na cidade e na região.
Com consecutivos recordes de assistência, o clube reaproximou-se finalmente aos Unionistas, à cidade e à região.
A 29 de Abril de 2023, o Estádio Dr. Magalhães Pessoa abriu portas para receber os 22.197 adeptos Unionistas que 'explodiram' nas bancadas quando, aos 89 minutos, Leandro Antunes marcou o golo da subida de divisão. A noite foi de grande festa com milhares de Unionistas a celebrar no relvado de nossa 'casa'.
A 20 de Maio de 2023, a família Unionista pintou o Jamor de vermelho e branco para celebrar a conquista do título de campeões nacionais da Liga 3. A festa começou ao início da manhã com uma 'avalanche Unionista' a deslocar-se em dezenas de autocarros para a mata do Jamor onde, até à hora do jogo, conviveram na mega fanzone instalada pela União de Leiria. Dentro de campo, a festa fez-se a partir dos 10 minutos com o único golo da partida assinado por Valdir.
Foi uma época de sonho, com os resultados desportivos a acompanharem o sucesso da mega campanha de marketing que se traduziu em consecutivos recordes de assistência e uma comunhão como nunca se tinha visto entre o clube, a cidade e a região.

## Símbolos do clube

### Equipamento
Segundo os estatutos do clube, o equipamento principal da União de Leiria é branco com detalhes em vermelho. O alternativo é grená. 

## Rivalidades

### Dérbi do Centro
Este dérbi representa uma das principais rivalidades da Região do Centro do país disputada entre a União de Leiria é a Associação Académica de Coimbra. Os jogos disputados entre os dois clubes são sempre marcados por grande emotividade e fervor.

## Futebol

### Plantel
Atualizado no dia 19 de agosto de 2025.

### Palmarés
- Segunda Liga: 1

(1997/98)
- Terceira Liga: 1

(2022/23)
- Distrital 1ª Divisão: 2

(1967/68), (2012/13)

### Destaques
- Finalista da Taça de Portugal: 1

(2002-03)
- Finalista da Supertaça de Portugal: 1

(2003)
- Finalista da Taça Distrital AF Leiria: 1

(2012-13)
- Finalista da Taça Intertoto: 2

(2004, 2007)

### Histórico nas competições
Atualizado até 2022-23
|                                            | Nº Presenças | Títulos |
| ------------------------------------------ | ------------ | ------- |
| Temporadas na 1ª                           | 18           |         |
| Temporadas na 2ª                           | 6            | 1       |
| Temporadas na 2ª B                         | 18           | 1       |
| Temporadas na 3ª                           | 15           | 1       |
| Temporadas na Distrital - Divisão de Honra | 0            |         |
| Temporadas na Distrital - 1ªDivisão        | 2            | 2       |
| Taça de Portugal                           | 54           |         |
| Taça da Liga                               | 4            |         |
| Supertaça de Portugal                      | 1            |         |
| Taça da AF Leiria                          | 1            |         |